# Cadira Toledo
Toledo és una cadira de braços produïda el 1988 pel Jorge Pensi Lombardo. Cal destacar-ne la ruptura conceptual amb els models de cadira preexistents. Fonamentalment renuncia a dissenyar una cadira de tubs d'acer o alumini amb bastidors metàl·lics. La transcendència pública i comercial de Toledo ha estat notable. Malgrat el cost més elevat que altres models, Toledo ha gaudit d'una acceptació que ha superat les previsions de la mateixa empresa. Per dir-ho d'alguna manera, s'ha transformat en una peça que contribueix a "dignificar" i "culturitzar" les cadires de terrassa, s'exporta a molts països de l'àrea occidental i apareix en llocs tan emblemàtics com les terrasses del cafè de l'òpera de Sydney o la col·lecció de cadires del Vitra Museum. També s'ha utilitzat en interiors. Aquesta circumstància va portar a dissenyar-ne algunes versions amb respatller i seient de cuir per reduir el problema tèrmic de la cadira (l'alumini té una capacitat calorífica molt baixa i, a l'hivern, a temperatura ambient, la cadira és molt freda). Juntament amb aquesta acceptació, Toledo ha complert un altre paper de no menys relleu: el de ser un dels emblemes del nou disseny barceloní dels anys vuitanta. Per això Juli Capella i Quim Larrea afirmen que els dissenys de Pensi "suposen algunes de les fites més importants del disseny espanyol més recent. El llum Regina o la cadira Toledo poden considerar-se estendards del nostre millor disseny, ja que el seu impacte visual –i el seu èxit comercial– possiblement perdurin per molt de temps com a paradigmes d'un incert disseny hispànic i mediterrani". El reconeixement de la crítica estatal i internacional es va fer palès des del principi. A més d'haver estat publicada amb insistència en diverses revistes internacionals, Toledo ha rebut nombrosos premis. Efectivament, de fora estant, la cadira Toledo, com altres dissenys de Pensi, ha estat vista com "una imatge de l'espanyolitat, densa, completa". Potser, amb paraules més mesurades, es pot compartir l'afirmació que "la cadira dissenyada per Pensi proposa la idea d'una cultura on hauria de regir la dialèctica harmoniosa de valors molt vells i molt nous".
El mateix autor ho expressa així: "Toledo no va començar a agafar forma fins que no em vaig alliberar del cercle viciós d'intentar unir tubs d'alumini. I vet aquí el paper de les intuïcions i les associacions casuals. En un moment determinat vaig pensar en les talladores d'embotit dels bars, que són d'alumini fos. Va ser llavors quan vaig començar a modelar la forma del braç d'una cadira i vaig preveure la possibilitat de fabricar-lo com si es tractés d'una talladora. En aquest punt va començar el procés que va veure néixer un tipus diferent de cadira."
D'altra banda, és notable el diàleg permanent, quasi apassionat, entre la forma, el material i els recursos de fabricació. La descripció que també en fa Pensi resulta reveladora: "[…] però on vaig trobar possibilitats vaig trobar limitacions del material. La intenció original sovint era una altra del resultat obtingut: calia treure-hi pes i d'altra banda atenir-se als condicionaments del motlle. En aquest sentit, Toledo és matèria (i quasi diria que no és res més que el material portat a les màximes possibilitats de construcció). L'alumini pot ser injectat, però llavors l'aliatge que es fa servir per a la injecció no pot ser anoditzat; o sigui que el material no serveix per seure-hi a sobre, perquè taca. Ara bé, si no és injectat a alta pressió el gruix és més gran, el pes és més gran, el cost és més gran (ja que ha de polir-se a mà)." 

## Història
El 1986 l'empresa Amat va encarregar a Jorge Pensi el disseny d'una cadira per a terrasses de bars i restaurants amb la intenció de renovar la gamma de models existents fins aquell moment. Les cadires tradicionals per a terrassa havien estat de ferro fos i els nous models que ara funcionaven en el mercat eren de tub d'acer o bé fets en motlle de plàstic. Aquesta era la segona col·laboració entre Amat i Pensi, una col·laboració que ja havia donat els seus primers fruits amb la comercialització de la taula de bar París (MADB135.445).
Durant més d'un any va treballar en el disseny de la nova cadira, que va comportar un procés complex per fer compatibles les propostes formals i tècniques amb la producció industrial. L'any 1988 se'n va enllestir la producció i la comercialització.

## Disseny
Toledo és una cadira estructuralment simple que es compon de quatre peces: el seient, el respatller i els dos braços d'alumini injectat, i les potes de tub d'alumini mecanitzat. Les peces s'acoblen mitjançant cargols que pràcticament no es veuen. A aquesta simplicitat estructural s'hi va arribar després de moltes hores dedicades a trobar una solució de procediment de fabricació adequada a les propostes formals de Pensi. La cadira està personalitzada per les formes orgàniques i corbades i per les superfícies amb ranures. Aparentment, aquest disseny complica obtenir bons resultats amb la injecció de l'alumini als motlles. Això no obstant, l'entestament del dissenyador a explorar fins al límit les possibilitats de l'alumini fos i la disponibilitat de l'oficina tècnica de l'empresa per cercar solucions semblen haver estat factors decisius en el desenvolupament del projecte. Així, mitjançant successives modificacions formals i tècniques es va arribar al disseny d'unes ranures en les superfícies del seient i el respatller que permetia que l'alumini fos injectat arribés a totes les cavitats del motlle ajudat per múltiples sortides d'aire. Un cop solidificat, l'alumini es polia a mà. Tot plegat representa una fabricació força complexa amb unes despeses de motlles, material i mà d'obra considerables (el preu al detall era, l'any 1988, de 29.000 pessetes unitat), i això representava un risc d'inversió industrial i de comercialització gens menyspreable. Cal esmentar la peculiaritat del procés de prefiguració, basat, més que en el dibuix, en l'elaboració i la modificació de maquetes i models al mateix estudi del dissenyador. Durant l'any que va durar el desenvolupament de la cadira la seva metamorfosi va ser constant: la idea inicial podia canviar o simplement extraviar-se en el detall, després es recuperava enriquida. No hi havia fragment insignificant, de manera que cadascuna de les parts constituïa una mena de costella d'un esquelet la forma del qual era encara incerta. Quan l'objecte començava a agafar forma –semblant ja a la definitiva– el procés s'invertia i ja no es tractava d'una reconstrucció sinó d'una labor escultòrica on el model es perfeccionava més pel buidat de la matèria que no pas per l'afegit. Això és corroborat per Pensi amb altres paraules: "La forma característica d'aquesta cadira no va aparèixer com una decisió, és a dir, com una idea preconcebuda. Es va desenvolupar en el diàleg amb el material i en un procés de formalització en tres dimensions." El treball de taller, el sistema d'assaig/error, l'elaboració artesanal del model i el contacte amb la matèria són aspectes que expliquen la forma i, alhora, es manifesten en l'aspecte final de la cadira comentada. Les conseqüències d'aquest procés són un disseny d'una gran expressivitat plàstica i la introducció d'una innovació tipològica. L'experimentació amb la matèria i el treball directe sobre el volum han contribuït a la imatge escultòrica de Toledo. "Jo treballo directament sobre la matèria com si es tractés d'una veritable escultura", ha dit el dissenyador, o "no em molesta afirmar que he esculpit objectes". Aquesta "artisticitat" que vol imprimir-hi el dissenyador desencadena altres associacions. Es pot dir que l'expressivitat de Toledo té una doble declinació: la d'un material tecnològic –emprat, per exemple, en la indústria aeronàutica– i la d'una forma humanitzada amb evocacions artesanes. El comentari que en fa Nelly Schnait resulta, doncs, plenament pertinent: "les belles corbes de la cadira de Pensi, rimades per l'opacitat de l'alumini fos i la transparència del buit trepat en el gruix, apel·len abans que tot ús a l'organicitat vivent del cos ".
Quant a la innovació tipològica, es pot dir que Toledo corregeix un anacronisme innecessari. Els tipus més comú de cadires de terrassa "imiten" les antigues cadires d'estructura d'acer amb seient i respatller format de llistons de fusta. Diem "imiten", perquè aquestes cadires són ara de tub mecanitzat i llistons de xapa metàl·lica. La forma és molt similar, malgrat que els materials i el procés industrial siguin completament diferents. Per tant, es justifica que diguem que el disseny de la cadira de Pensi "ha consistit a alliberar la forma dels vells arquetips i adequar-la a les condicions de producció i ús" i ha esquivat la resistència al canvi que pot deixar pas a una nova solució "quan el disseny anuncia i evidencia que la forma possible és ja més real que aquella anteriorment existent".

## Presència a museus
El 1994 l'empresa Amat, Muebles para Colectividades, SA en donà un exemplar de 1991 al Museu de les Arts Decoratives de Barcelona, que actualment s'exposa a la seva col·lecció permanent al Palau Reial de Pedralbes, i l'any 1997 en donà un altre exemplar de 1996 a les col·leccions del mateix Museu.

## Premis i reconeixements
- 1988 - Primer Premi millor peça de mobiliari, SIDI, Barcelona
- 1988 - Delta de Plata, ADI/FAD, Barcelona
- 1990 - Design-Auswahl, Design Zentrum, Stuttgart, Alemanya
- 1992 - Millors productes de la dècada, AEPD, Madrid